# 上中妻村
上中妻村（かみなかつまむら）は茨城県東茨城郡にかつて存在した村である。

## 地理
- 現在の水戸市の西部に位置する。
- 村域はほとんど台地になっている。

## 歴史

### 村域の変遷
- 1889年（明治22年）4月1日 - 町村制施行により、大塚村・金谷村・飯島村・加倉井村が合併し東茨城郡上中妻村が発足。
- 1955年（昭和30年）4月1日 - 河和田村の一部（赤塚を除く）・山根村の一部（飯富を除く）と合併し赤塚村が発足。同日上中妻村廃止。
- 1958年（昭和33年）4月1日 - 赤塚村が水戸市に編入され消滅。

変遷表
| 1868年 以前 | 1868年 以前 | 明治22年 4月1日 | 昭和30年 4月1日 | 昭和33年 4月1日 | 現在   |
| ----------- | ----------- | --------------- | --------------- | --------------- | ------ |
|             | 大塚村      | 上中妻村        | 赤塚村          | 水戸市 に編入   | 水戸市 |
|             | 金谷村      | 上中妻村        | 赤塚村          | 水戸市 に編入   | 水戸市 |
|             | 飯島村      | 上中妻村        | 赤塚村          | 水戸市 に編入   | 水戸市 |
|             | 加倉井村    | 上中妻村        | 赤塚村          | 水戸市 に編入   | 水戸市 |

## 大字
- 大塚（おおつか）
- 金谷（かなや）
- 飯島（いいじま）
- 加倉井（かくらい）

## 人口・世帯

### 人口
総数 [単位： 人]
| 1891年（明治24年） | 3,219 |
| 1920年（大正 9年） | 2,044 |
| 1935年（昭和10年） | 2,280 |
| 1950年（昭和25年） | 3,217 |

### 世帯
総数 [単位： 世帯]
| 1920年（大正 9年） | 408 |
| 1935年（昭和10年） | 434 |
| 1950年（昭和25年） | 580 |

## 交通

### 道路
- 二級国道
  - 国道122号（ → 国道50号）